# Das letzte Einhorn (Album)
Das letzte Einhorn (englisch: The Last Unicorn) ist ein Soundtrackalbum aus dem Jahr 1982 zum gleichnamigen Zeichentrickfilm Das letzte Einhorn, der auf der Erzählung Das letzte Einhorn des US-amerikanischen Autors Peter S. Beagle basiert. Die Musik stammt vom US-amerikanischen Komponisten Jimmy Webb und wurde von der britisch-amerikanischen Rockband America und vom London Symphony Orchestra interpretiert. Das Album erschien bei Virgin Records zunächst als LP.

## Hintergrund
Der Soundtrack zum Film weist eine teilweise melancholische Mischung aus Märchenmotiven und düsteren, an die Werke Wagners erinnernde, Stimmungen auf. Er untermalt die leidvolle Geschichte eines Einhorns auf der Suche nach seinen Artgenossen, die von einem wahnsinnigen König gefangen genommen und ins Meer getrieben wurden. König Haggard ist entschlossen, diese magischen Kreaturen allein für sich zu beanspruchen. Dabei wurden die Inhalte der Lieder an die Handlung angepasst und verdeutlichen die Gefühle des Einhorns, die es auf seiner Reise durchlebt.
Das Titelthema untermalt im Vorspann des Films die animierten Bildszenen auf Wandteppichen im Hintergrund. Der Soundtrack mit allen Musikstücken wurde im Jahr 1982 in Deutschland veröffentlicht; in den Vereinigten Staaten gab es diese Version nicht. Mia Farrow sang im Film zwei Lieder, die für das Album von Katie Irving gesungen wurden.

## Inhalt
Das Titelthema The Last Unicorn erzählt von der Legende um ein Fabelwesen, das sich noch immer in den Wäldern dieser Welt aufhalten soll und davon, dass es noch dort sein wird, wenn der letzte Adler über den Resten der einst hohen Gebirge kreist. Selbst wenn zum Beginn des Winters scheinbar alles zu sterben beginnt, ist in der Ferne das Lachen des letzten Einhorns zu hören, wenn es ruft: „I’m alive“ (ich lebe). Das Einhorn erfährt in der Erzählung zufällig davon, dass es das Letzte seiner Art in der Welt zu sein scheint. Ungläubig und traurig begibt es sich auf die Suche nach den anderen Artgenossen und versucht, deren Schicksal zu ergründen. Dort setzt das Lied Man’s Road an, das von dem beschwerlichen, langen Weg handelt, den das Einhorn nun beschreitet. Müde, hungrig und ohne einen Hinweis auf den Verbleib der anderen – selbst die Sterne scheinen zu verblassen – wandelt es nun ängstlich auf den Pfaden der Menschen. Das Lied In the Sea verdeutlicht die Fragen, die sich das Einhorn stellt. Gibt es irgendjemanden, der ihm sagen könnte, was mit den Artgenossen geschehen ist? Wissen es die Fische im Meer, die Sterne am Himmel oder die Vögel in den Bäumen, wohin die Einhörner gingen? Um nicht das gleiche Schicksal zu erleiden, muss das Einhorn die menschliche Gestalt einer Frau annehmen. Welche Probleme das mit sich bringt, wird im Lied Now That I’m a Woman thematisiert. Sie kann sich sehr bald nicht mehr daran erinnern, dass sie ein Einhorn war und wonach sie eigentlich sucht. Stattdessen beginnen in ihr Gefühle zu entstehen, die sie vorher nie gekannt hat, Liebe und Mitgefühl für die Menschen, insbesondere für Prinz Lir, den Adoptivsohn des Königs Haggard. Beide singen das Duett That’s All I’ve Got to Say. Die weiteren Stücke sind instrumental gehalten und erst im letzten Lied Unicorn and Lear schließt sich der Kreis und das Titelthema wird erneut eingebunden.
Kritiken
James Christopher Monger bezeichnet den Soundtrack in seinem Review als „ein Juwel aus einer anderen Zeit“, das selbst spätere Animationsfilme nicht erreichen konnten.

## Album und Coverversionen
- Drei Stücke des Albums wurden ausgekoppelt: das Titellied The Last Unicorn einzeln und Man’s Road sowie In the Sea gemeinsam auf einer Single. Die Band America hatte in den USA in den 1970er und frühen 1980er Jahren zahlreiche Erfolge, darunter auch zwei Nummer-eins-Hits. Dennoch konnten sie sich dort mit diesen Filmliedern nicht platzieren. Auch der Soundtrack kam nicht in die Charts. In Deutschland war The Last Unicorn dagegen der erste und größte Erfolg des Trios.
- Die deutsche Version des Titellieds, Das letzte Einhorn, wurde von Frank Turba gesungen.[9]
- The Last Unicorn erschien auch in mehreren Coverversionen, unter anderem von Declan, Gregorian (Last Unicorn), Groove Coverage, Kenny Loggins, Michael Hirte und Monika Martin (Wenn die Nacht zärtlich schweigt).[10] In-Mood feat. Juliette und Marc van Linden kamen mit ihren jeweiligen Versionen 1999 in die deutschen Charts.[11]

| Track | Titel                      | gesungen von               | Länge |
| ----- | -------------------------- | -------------------------- | ----- |
| 1     | The Last Unicorn           | America                    | 3:07  |
| 2     | Man’s Road                 | America                    | 3:23  |
| 3     | In the Sea                 | America                    | 3:15  |
| 4     | Now That I’m a Woman       | Katie Irving               | 2:36  |
| 5     | That’s All I’ve Got to Say | Jeff Bridges, Katie Irving | 2:42  |
| 6     | The Last Unicorn (Teil 2)  | America                    | 3:07  |
| 7     | Forest Awakens             | instrumental               | 2:09  |
| 8     | Red Soup                   | instrumental               | 0:30  |
| 9     | Red Bull Attacks           | instrumental               | 3:36  |
| 10    | The Cat                    | instrumental               | 1:39  |
| 11    | The Tree                   | instrumental               | 1:19  |
| 12    | Haggard’s Unicorns         | instrumental               | 2:10  |
| 13    | Bull-Unicorn-Woman         | instrumental               | 2:46  |
| 14    | Unicorns in the Sea        | instrumental               | 1:50  |
| 15    | Unicorn and Lear           | America                    | 3:28  |

## Chartplatzierungen
Album

| Jahr | Titel            | Höchstplatzierung, Gesamtwochen, AuszeichnungChartplatzierungen (Jahr, Titel, Platzierungen, Wochen, Auszeichnungen, Anmerkungen) | Höchstplatzierung, Gesamtwochen, AuszeichnungChartplatzierungen (Jahr, Titel, Platzierungen, Wochen, Auszeichnungen, Anmerkungen) | Anmerkungen |
| Jahr | Titel            | DE | CH | Anmerkungen |
| ---- | ---------------- | --- | --- | ----------- |
| 1982 | The Last Unicorn | DE33 (10 Wo.)DE | CH21 (5 Wo.)CH |             |

grau schraffiert: keine Chartdaten aus diesem Jahr verfügbar
Single

| Jahr | Titel Album                              | Höchstplatzierung, Gesamtwochen, AuszeichnungChartplatzierungen (Jahr, Titel, Album, Platzierungen, Wochen, Auszeichnungen, Anmerkungen) | Höchstplatzierung, Gesamtwochen, AuszeichnungChartplatzierungen (Jahr, Titel, Album, Platzierungen, Wochen, Auszeichnungen, Anmerkungen) | Anmerkungen |
| Jahr | Titel Album                              | DE | CH | Anmerkungen |
| ---- | ---------------------------------------- | --- | --- | ----------- |
| 1984 | The Last Unicorn The Last Unicorn O.S.T. | DE38 (9 Wo.)DE | — |             |